# Ron Arad (pilot)
Ron Arad (hebrejsky רון ארד‎; * 5. května 1958 Hod ha-Šaron) je podplukovník, bojový pilot, navigátor a zbraňový důstojník Izraelského vojenského letectva, který je od října 1986 oficiálně klasifikován jako nezvěstný v boji. Tehdy byl zajat ší'itskou milicí Amal poté, co se katapultoval z poškozeného letounu F-4 Phantom nad jižním Libanonem, a posléze byl předán Hizballáhu.
Jeho osud a okolnosti věznění jsou však dále nejasné a existuje vícero teorií. Podle Hizballáhu v květnu 1988 uprchl a je pravděpodobně mrtvý. Podle zprávy izraelské vojenské zpravodajské služby byl převezen do Íránu, kde jej věznily tamní Revoluční gardy, zemřel v roce 1995 v důsledku nemoci a je pochován kdesi v Libanonu (podle některých zdrojů v údolí Bikáa). Existuje ale i názor, že byl Arad v roce 2003 ještě stále vězněn v Teheránu, či že jej zabily Íránské revoluční gardy, Írán však opakovaně popíral, že by měl o Aradovi jakékoli informace. Izraelská vláda zastává postoj, že je Ron Arad naživu, neboť chybí důkazy o jeho smrti.
V roce 2005 byl v internetové soutěži 200 největších Izraelců zvolen 12. největším Izraelcem všech dob.

## Mládí
Narodil se ve městě Hod ha-Šaron do rodiny Batji a Dova Aradových jako nejstarší ze tří synů. Vystudoval Boarding Command School v Tel Avivu a v roce 1978 nastoupil povinnou vojenskou službu u Izraelských obranných sil, kde o rok později absolvoval letecký kurz u vojenského letectva coby zbraňový důstojník. V roce 1985 začal stavět rodinný dům v severoizraelské vesnici Giv'at Ela. V říjnu následujícího roku nastoupil ke studiu chemického inženýrství na Technionu v Haifě a po absolvování prvního ročníku byl povolán jako rezervista do služby u letectva.
Byl ženatý a s manželkou Tami měl dceru Juval.

## Mise nad Libanonem a zajetí

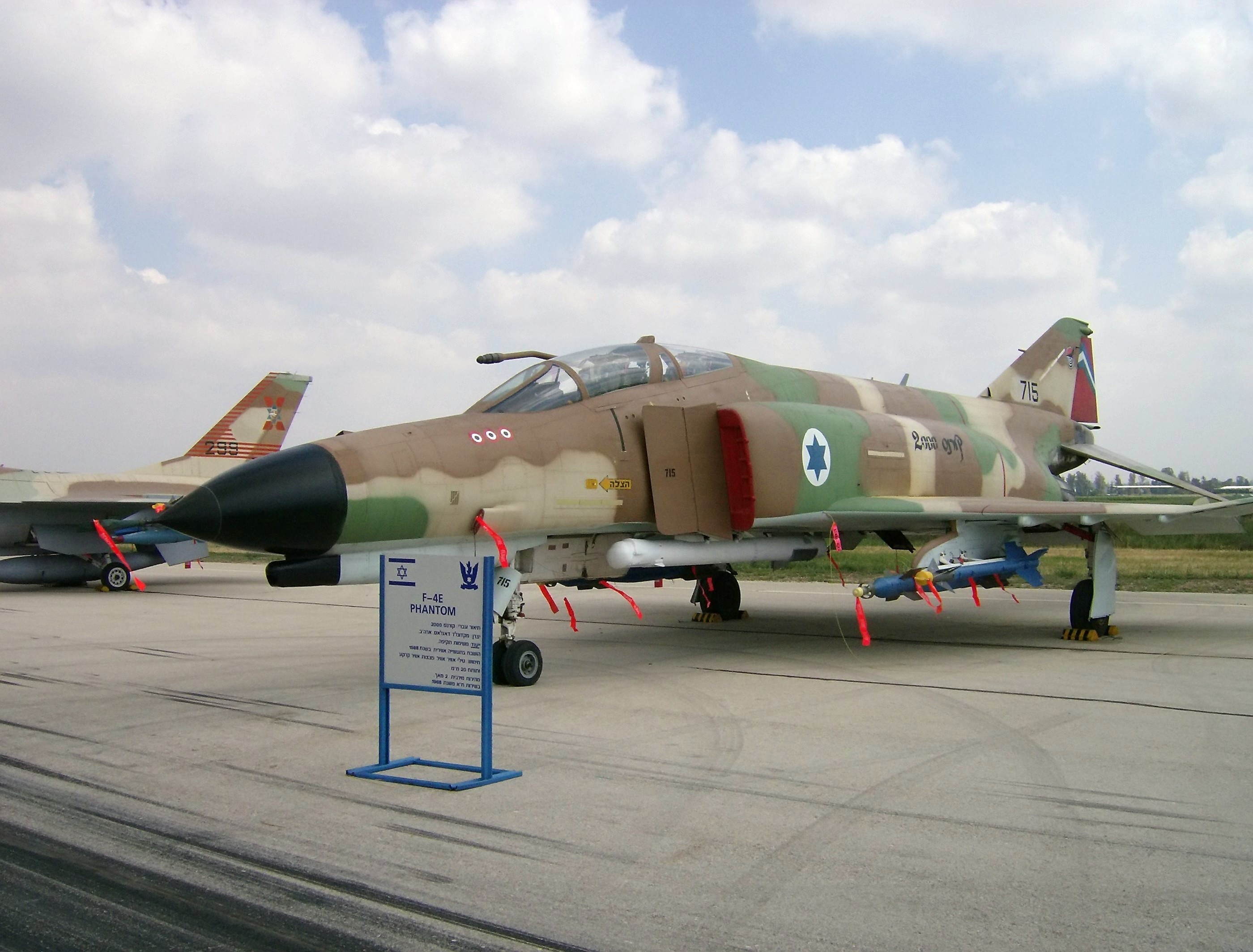
Izraelský stíhací letoun McDonnell Douglas F-4E Phantom II zvaný „Kurnas“ byl stroj, ze kterého se Arad spolu s pilotem katapultovali nad Libanonem. Tato fotografie pochází z roku 2007 z letecké základny Tel Nof.

V noci 18. října 1986 se kapitán Arad a pilot Jišaj Aviram zúčastnili se svým letounem F-4 Phantom „Kurnas“ č. 306 rutinní akce proti cílům Organizace pro osvobození Palestiny (OOP) u vesnice Maghdouché poblíž jiholibanonského Sidónu. Letadlo 69. perutě vzlétlo ze základny Chacerim a po dvaceti minutách dorazilo k cíli.
Arad měl jakožto zbraňový důstojník na starosti zbraňové systémy letounu a svrhl bomby na pozice příslušníků OOP. Jedna z bomb (360 kg vážící Mark 55) však vinou technické závady explodovala pod křídlem letadla a kromě rozsáhlého poškození stroje též zranila oba letce (Aradovi výbuch zlomil ruku a jeden ze šrapnelů zasáhl Aviramovo ucho), kteří byli nuceni se katapultovat. Podle jiných zdrojů došlo ke katapultaci v důsledku zasažení letounu střelou tamní ší'itské milice či v důsledku mechanických potíží letadla. Po přistání se rozdělili. Avirama se podařilo izraelskému letectvu o několik hodin později lokalizovat vrtulníkem Bell AH-1 Cobra a za dramatických okolností zachránit, zatímco Arada zajala milice Amal.
Následně byl převezen do Bejrútu, kde jej držel v zajetí velitel bezpečnosti Amalu Mustafa Dirani. Milice za propuštění Arada požadovala peníze, zbraně a výměnu vězňů zadržovaných Izraelem. Izraelská vláda s jednáními souhlasila a první z nich začala již v říjnu 1986, přičemž obě strany na nich zastupovali podnikatelé (za Izrael Šabtaj Kalmanovič). V roce 1987 Izrael obdržel prostřednictvím mezinárodních zprostředkovatelů tři Aradem psané dopisy a dvě fotografie jako důkaz, že je stále naživu.
| „                                                          | Prosím udělejte vše pro to, abyste mě odsud dostali (…) chci vás zas všechny vidět (…) nikdo by neměl zůstávat v zajetí, když jsou i jiné alternativy (…) Jom kipur se blíží a já se budu modlit s vámi (…) doufejme, že [Hospodin] pomůže našim vůdcům učinit správné rozhodnutí. I vy ale můžete pomoci. | “ |
| — Aradův dopis adresovaný manželce Tami, Roš ha-šana, 1987 | |   |

Počátkem roku 1988 Dirani opustil Amal a společně s malou skupinou souvěrců založil milici Odpor věřících. Jeho muži pak unesli Arada a pokusili se jej předat Hizballáhu výměnou za svou podporu (posléze k Hizballáhu přešel i sám Dirani) – Aradův únos však vedl ke krachu jednání s izraelskou vládou. Místo jeho pobytu bylo často měněno, kvůli čemuž Izrael ztratil jeho stopu. Počátkem roku 1988 byl Arad vězněn ve vesnici Nabi Chit v údolí Bikáa. V noci 5. května 1988 bylo okolí vesnice bombardováno izraelským letectvem. Podle jedné z verzí byl Arad zabit svými strážci při pokusu o útěk, podle jiné se mu podařilo uprchnout a zahynul v důsledku pádu do nedaleké rokle a podle další jej poté, co jeho strážci uprchli v důsledku bombardování, odvedli příslušníci Íránských revolučních gard. V roce 1990 pak měl být převezen do Íránu, kam byl podle některých zdrojů prodán Hizballáhem. Zpráva izraelské vojenské zpravodajské služby uvádí, že byl Arad využit Revolučními gardami v rámci vnitrostátních mocenských bojů.

### Únosy, likvidace a diplomatické úsilí
Aby Izrael získal více informací o místě Aradova věznění, narušil strukturu velení Hizballáhu a zajistil si lepší vyjednávací pozici, uneslo jeho elitní komando Sajeret Matkal v roce 1988 Diraniho operačního důstojníka Džawada Kasfiho a v červenci 1989 velitele Hizballáhu v jižním Libanonu šejcha Abd al-Karíma Ubajda. Počátkem roku 1992 se Izrael rozhodl pro zajetí samotného velitele Hizballáhu a vlivného duchovního Abbáse al-Músávího. Byl však natolik dobře chráněn, že nebylo možné jej zajmout a Izrael proto přistoupil k jeho likvidaci. Ta vedla k pětidennímu ostřelování západní Galileje raketami Kaťuša a teroristickým útokům proti izraelským cílům v Ankaře a Buenos Aires.
Koncem 80. let se o možnost zprostředkování propuštění Arada zajímala i východoněmecká tajná služba Stasi. Výměnou za propuštění Arada měli být propuštěni špioni KGB věznění v Izraeli. Nakonec došlo v květnu 1989 i k podepsání dohody mezi NDR a Izraelem o spolupráci, ale o rok a půl později došlo k pádu Berlínské zdi a zároveň s ní padla i tato dohoda. Německo se však v Aradově případu angažovalo i po svém znovusjednocení. Až do roku 1995 vedlo tajná jednání s íránským velvyslancem Husajnem Musavianem, který tvrdil, že by mohl zprostředkovat Aradovo propuštění. Tato jednání však nakonec ztroskotala. Na pátrání se více než patnáct let podílí i Spolková zpravodajská služba.
| „ | Nikdy v historii lidstva nebylo věnováno tak velké úsilí ve snaze najít pohřešovanou osobu; pro srovnání mnohem více než v případu Raoula Wallenberga. Neexistuje kámen, který by nebyl obrácen, zdroj, který by nebyl prověřen a informace, které by nebyly prozkoumány. To vše však skončilo zklamáním. Žádné informace. Žádný pokrok směrem k vyřešení této tragické záhady. | “ |
| — velitel operace Body heat, kterou Mosad podnikl s cílem vypátrat Rona Arada, The Secret War with Iran: The 30-Year Clandestine Struggle Against the World's Most Dangerous Terrorist Power, s. 150 | |   |

V roce 1991 měl Izrael dojednat dohodu s rakouským prezidentem Kurtem Waldheimem, který měl výměnou za zastavení útoků židovských organizací proti jeho osobě a oživení izraelsko-rakouských vztahů, vypomoci se zprostředkováním jednání s Íránem. Íránský prezident Rafsandžání však Waldheima odbyl, že neví, kdo je Arad ani co se mu stalo.
Počátkem 90. let se Izrael rozhodl využít íránské ekonomické krize, když Íránu nabídl zprostředkování 10miliardového pobídkového balíku a uvolnění 5 miliard dolarů íránských kont zmražených v USA po íránské islámské revoluci výměnou za informace o Aradovi. Tento ekonomický postup však neměl úspěch, a tak Izrael pohrozil Íránu, že v případě, že Arada nepropustí, zmaří íránské snahy o získání evropských půjček zveřejněním informací o íránském podvodném jednání. Izraelské zpravodajské služby totiž zjistily, že Írán, jehož ekonomika byla na pokraji kolapsu, tehdy evropským věřilům lhal o výši úroků úvěrů a době jejich splatnosti, které mu měli údajně nabídnout jiní věřitelé. Pohrůžka však zůstala bez odezvy, a tak Izrael získané informace zveřejnil, díky čemuž evropské státy s Íránem přerušily jednání.
V roce 1994 zajalo izraelské komando samotného Diraniho. Během výslechu Dirani vyslovil podezření, že Arada odvedly Íránské revoluční gardy, a že jej vězní v Teheránu. Izraelská vojenská rozvědka však jeho verzi nevěřila a podezírala jej, že způsob předání s Íránci předem domluvil, či že dokonce dům, v němž měli Arada skrývat, byl konspiračním domem Revolučních gard. Dirani na leteckém snímku identifikoval výcvikový tábor jednotek Quds poblíž Teheránu, kde měl být Arad údajně zadržován, ale díky úspěšné snaze zmást izraelské vyšetřovatele (a to i na polygrafu) nebyla jeho svědectví pokládána za hodnověrná.
V souvislosti s vězněním unesených členů Hizballáhu je třeba zmínit případ Nejvyššího soudu Izraele z roku 1994. Šejch Ubajd ani Dirani totiž nebyli nikdy postaveni před soud, a podobně jako několik dalších osob byli drženi v rámci správní vazby a jediným důvodem jejich zadržováni byla skutečnost, že sloužili jako vyjednávací trumf při jednáních o Aradově propuštění. Zadržení bez obvinění bylo možné na základě zákona o zadržení při výjimečném stavu (State of Emergency Powers (Detentions) Act) z roku 1979. Tříčlenné plénum Nejvyššího soudu v roce 1997 většinově rozhodlo, že účel zadržování těchto osob spadá do definice „státní bezpečnosti.“ V dubnu 2000 však zvrátilo rozšířené devítičlenné soudní plénum předchozí rozhodnutí s odůvodněním, že „stát nemá žádné právo zadržovat osoby jako vyjednávací prostředek pro propuštění zajatého izraelského vojáka.“ Jelikož Izrael nechtěl vězněným přiznat status válečných zajatců, přijal v roce 2002 zákon Imprisonment of Illegal Warriors Act. Ten dává náčelníkovi Generálního štábu možnost uvěznit takového „ilegálního bojovníka“, jehož propuštění by znamenalo ohrožení bezpečnostních zájmů státu. Na základě tohoto zákona následně náčelník Generálního štábu prodloužil věznění výše zmíněných osob.
V březnu 1999 předal papež Jan Pavel II. ve Vatikánu íránskému prezidentu Chátamímu vzkaz od Aradovy matky, v němž jej žádá o informace o osudu svého syna.

### Počátek výměn

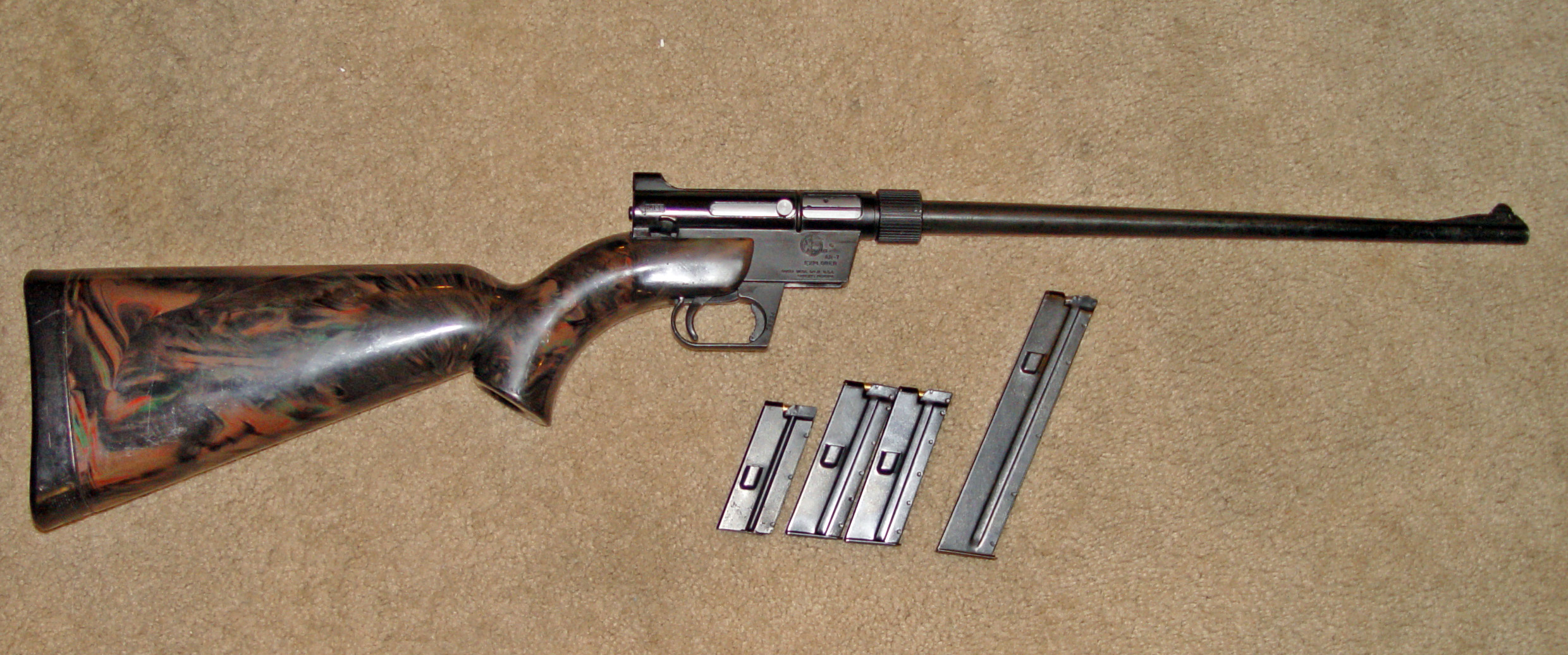
Armalite AR-7 je tzv. „zbraň pro přežití“, kterou měl Arad u sebe v okamžiku zajetí. V roce 2000 ji Izrael získal v rámci výměny za arabské teroristy.

V roce 2000 získal Izrael Aradovu osobní zbraň Armalite AR-7 (tzv. „zbraň pro přežití“) výměnou za propuštění 52 arabských teroristů (12 Libanonců a 40 palestinských Arabů). V červnu 2002 ustanovila izraelská armáda veřejnou vyšetřovací komisi v čele s Elijahu Winogradem, která přezkoumala dosud známé informace a konstatovala, že není důvod měnit předpoklad, že Ron Arad stále žije.
V roce 2003 oznámil izraelský premiér Ariel Šaron, že při pokusu o zjištění informací o Aradovi padl izraelský agent. V říjnu téhož roku vypověděli bývalí íránští diplomaté a zpravodajští představitelé žijící v Evropě, že Arad žije a je vězněn v Teheránu. Podle tohoto zdroje, který však není možné ověřit, se Arad v době svého zajetí v Libanonu pokusil o útěk a byl postřelen. V roce 1994 měl být přes Sýrii převezen do Íránu a měl být dvakrát hospitalizován pro srdeční problémy. V prosinci 2003 vypsala nadace Born to Freedom, založená Aradovou rodinou, odměnu 10 milionů dolarů za jakoukoli informaci o Aradovi.

### Pátrání Hizballáhu a AMANu

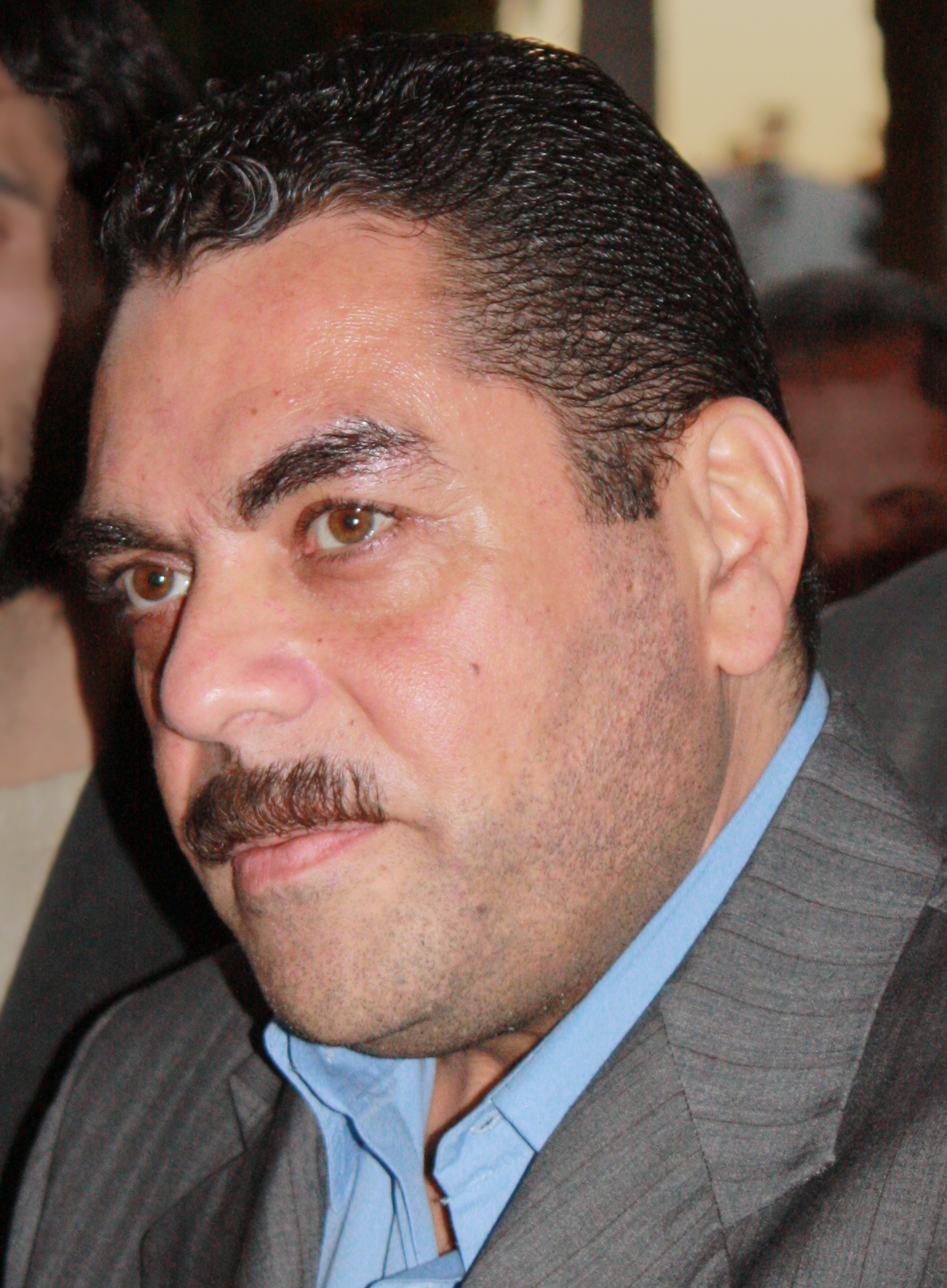
Samir Kuntar byl jedním z propuštěných vězňů na základě dohody z roku 2008. Jeho propuštění bylo v Izraeli pokládáno za mimořádně kontroverzní.

V roce 2004 německá Spolková zpravodajská služba zprostředkovala dohodu mezi Izraelem a Hizballáhem, na jejímž základě došlo k výměně vězňů a předání informací o Aradovi. Izrael v rámci dohody propustil šejcha Ubajda a Diraniho spolu s dalšími 400 libanonskými a palestinskými vězni výměnou za Elchanana Tannenbauma a těla tří izraelských vojáků unesených v říjnu 2000 Hizballáhem v oblasti farem Šibáa. Propuštění obou zmíněných pobouřilo Aradovu rodinu, která Izrael obvinila, že Rona Arada opustil. Ještě před jejich propuštěním napsala Aradova dcera Juval dopis premiérovi Šaronovi, v němž uvedla: „Nechápu jak můžete v noci spát (…) chystáte se pustit muže, kteří jej mučili.“ Vůdce Hizballáhu Hasan Nasralláh instruoval své muže, aby zahájili pátrání po Aradovi a v rámci vyšetřování byl vyslechnut i vůdce Íránských revolučních gard, který v době Aradova zmizení působil v Libanonu. Bylo podniknuto rozsáhlé pátrání v údolí Bikáa, včetně řady vykopávek a počátkem roku 2005 byly prostředníkovi ze Spolkové zpravodajské služby předány kosti údajně patřící Aradovi. DNA identifikace však prokázala, že ostatky Aradovi nenáleží.
Neschopnost Hizballáhu podat informace o Aradově osudu vedla v roce 2004 náčelníka izraelské vojenské zpravodajské služby AMAN generálmajora Aharona Ze'evi-Farkaše k ustanovení tajné vyšetřovací komise, která měla za cíl shrnout a vyhodnotit všechny dostupné informace o Aradovi. Podle této zprávy z roku 2005 byl Arad v roce 1990 převezen do Íránu, kde byl držen v naprostém utajení a izolaci Revolučními gardami. Po zajetí Diraniho Izraelci byl převezen zpět do Libanonu, neboť se Íránci obávali, že by je mohl kompromitovat. Zpráva dále uvádí, že Arad zemřel v polovině 90. let poté, co vážně onemocněl a byla mu odepřena léčba. Pohřben měl být neznámo kde (některé zdroje uvádí libanonské údolí Bikáa). Jednotliví členové komise se rozchází v datu Aradovy smrti. Většina z nich se shodla, že zemřel počátkem roku 1995, zbývající však zastávají názor, že zemřel pravděpodobně koncem roku 1996 či počátkem roku 1997. Ze'evi-Farkaš doporučil tehdejšímu náčelníkovi Generálního štábu generálporučíkovi Danu Chalucovi prohlásit Arada za padlého vojáka s neznámým hrobem. Proti se však postavili ředitelé zpravodajských služeb Mosad a Šin bet s odůvodněním, že pro takové prohlášení musí mít Izrael pozitivní test DNA. Zpráva nebyla z rozhodnutí premiéra Šarona zveřejněna a ke stejnému postupu se rozhodli i jeho následovníci Ehud Olmert a Benjamin Netanjahu.
V lednu 2006 Nasralláh veřejně prohlásil, že se Hizballáh domnívá, že je Arad mrtev. V srpnu téhož roku odvysílala libanonská televize videozáběr Arada, o němž se předpokládá, že byl téměř jistě natočen před prosincem 1989. V říjnu 2007 Izrael obdržel dvacet let starý dopis psaný Aradem jeho rodině.
V roce 2008 Hizballáh v rámci dohody s Izraelem, zprostředkované Spolkovou zpravodajskou službou, vypracoval 80stránkovou zprávu o osudu Rona Arada. Součástí zprávy byly i dvě nové fotografie, tři dopisy adresované rodině a části deníku. Podobně jako před čtyřmi roky obsahuje i zpráva z roku 2008 obdobný závěr, totiž, že Arad zmizel z noci ze 4. na 5. května 1988, a že pravděpodobně zemřel. Zprávu předal Izraeli německý zprostředkovatel Organizace spojených národů Gerhard Konrad. Součástí dohody bylo také předání ostatků izraelských vojáků Eldada Regeva a Ehuda Goldwassera, kvůli jejichž únosu v roce 2006 vypukla druhá libanonská válka. Výměnou za to Izrael předal Hizballáhu zprávu o osudu 4 íránských diplomatů, kteří v roce 1982 zmizeli v Libanonu (podle této zprávy byli mučeni a následně zabiti křesťanskými falangisty). Dále v rámci dohody předal ostatky padlých příslušníků Hizballáhu z druhé libanonské války a propustil pět libanonských vězňů, a to včetně Samira Kuntara, který si odpykával několikanásobný doživotní trest odnětí svobody za brutální vraždu izraelských civilistů a policisty. Jeho propuštění způsobilo v Izraeli mimořádnou nevoli a kritiku si dohoda vysloužila i od ředitele Mosadu Me'ira Dagana.
Na počátku podzimu 2009 došlo ke zveřejnění výše uvedené tajné zprávy izraelské vojenské zpravodajské služby poté, co izraelský novinář Ronen Bergman pohrozil vojenskému cenzorovi stížností k Nejvyššímu soudu. Úřad izraelského premiéra však tuto zprávu odmítl a izraelská vláda nadále považuje Arada za živého, neboť chybí důkazy o jeho smrti.
| „                                                                               | Snahy o nalezení vodítek v případě pohřešovaného letce stále pokračují a dokud nebudeme mít nezvratný důvod o opaku, předpokládá se, že je Ron Arad naživu. Děláme vše proto, abychom jej přivedli domů. | “ |
| — úřad ministerského předsedy po zveřejnění zprávy vojenské zpravodajské služby | |   |

Počátkem listopadu 2011 se Aradova rodina rozhodla, u příležitosti 25 let od jeho uvěznění, zveřejnit dosud neuveřejněné části deníku a dopisů, které si Ron Arad vedl po svém uvěznění. Ty jí byly předány v rámci dohody mezi Izraelem a Hizballáhem z roku 2008.
V únoru 2016 Libanonec Moufid Kuntar prohlásil u soudu, že Ron Arad byl umučen během výslechu v roce 1988 a pohřben v lese v Libanonském pohoří. Kuntar byl vojenským velitelem Syrské sociálně nacionální strany a tvrdil, že tato strana zajala Arada poté, co utekl předchozím věznitelům. Kuntar byl obviněn ze špionáže pro izraelské zpravodajské služby a tvrdil, že až do svého soudu poskytoval Izraeli nepravdivé informace o Aradově osudu.
V říjnu se objevily informace, že společné vyšetřování Mossadu a vojenské rozvědky IDF, založené na informacích získaných v předchozích dvou letech, dospělo k závěru, že Arad skutečně zemřel již v roce 1988.